# Paolo Guerrero
José Paolo Guerrero Gonzales (sinh ngày 1 tháng 1 năm 1984) là một cầu thủ bóng đá chuyên nghiệp người Peru hiện đang thi đấu ở vị trí tiền đạo cắm cho câu lạc bộ Universidad César Vallejo và là đội trưởng của đội tuyển bóng đá quốc gia Peru.
Guerrero là tiền đạo có kĩ thuật,tốc độ và có nhiều đường chuyền thành bàn. Ngoài ra anh cũng thể hiện mình là một mẫu tiền đạo hiệu quả và chớp thời cơ rất tốt.

## Danh hiệu

### Câu lạc bộ
| Mùa     | Đội                  | Tên                |
| ------- | -------------------- | ------------------ |
| 2003–04 | FC Bayern München II | Regionalliga Süd   |
| 2004–05 | FC Bayern München    | Bundesliga         |
| 2005    | FC Bayern München    | DFB-Pokal          |
| 2005–06 | FC Bayern München    | Bundesliga         |
| 2006    | FC Bayern München    | DFB-Pokal          |
| 2007    | Hamburger SV         | UEFA Intertoto Cup |

### Đội tuyển
| Season | Team      | Tên                    |
| ------ | --------- | ---------------------- |
| 2001   | U-17 Peru | Bolivarian Games       |
| 2011   | Peru      | Copa America – Hạng ba |
| 2015   | Peru      | Copa America – Hạng ba |
| 2019   | Peru      | Copa America – Á quân  |

### Danh hiệu cá nhân
- Vua phá lưới Regionalliga Süd – 21 bàn/ 23 trận
- Cầu thủ Peru chơi hay nhất tại Copa America 2007
- Vua phá lưới Copa America 2011

## Thống kê
Tính đến  ngày 14 tháng 4 năm 2021
| Câu lạc bộ          | Mùa giải            | Giải đấu | Giải đấu | Cúp quốc gia | Cúp quốc gia | Châu Âu | Châu Âu | Khác | Khác | Tổng cộng | Tổng cộng |
| Câu lạc bộ          | Mùa giải            | Trận     | Bàn      | Trận         | Bàn          | Trận    | Bàn     | Trận | Bàn  | Trận      | Bàn       |
| ------------------- | ------------------- | -------- | -------- | ------------ | ------------ | ------- | ------- | ---- | ---- | --------- | --------- |
| Bayern München II   | 2002–03             | 18       | 8        | -            | -            | -       | -       | -    | -    | 18        | 8         |
| Bayern München II   | 2003–04             | 24       | 21       | 1            | -            | -       | -       | -    | -    | 25        | 21        |
| Bayern München II   | 2004–05             | 11       | 7        | 3            | 4            | -       | -       | -    | -    | 14        | 11        |
| Bayern München II   | 2005–06             | 13       | 9        | 1            | 0            | -       | -       | -    | -    | 13        | 9         |
| Bayern München II   | Tổng cộng           | 66       | 45       | 4            | 4            | -       | -       | -    | -    | 70        | 49        |
| Bayern München      | 2004–05             | 13       | 6        | 1            | -            | 6       | 1       | -    | -    | 20        | 7         |
| Bayern München      | 2005–06             | 14       | 4        | 3            | 1            | 7       | 1       | -    | -    | 24        | 6         |
| Bayern München      | Tổng cộng           | 27       | 10       | 4            | 1            | 13      | 2       | -    | -    | 44        | 13        |
| Hamburg             | 2006–07             | 20       | 5        | -            | -            | 5       | 0       | -    | -    | 25        | 5         |
| Hamburg             | 2007–08             | 29       | 9        | 3            | 0            | 9       | 5       | -    | -    | 41        | 14        |
| Hamburg             | 2008–09             | 31       | 9        | 5            | 1            | 12      | 4       | -    | -    | 48        | 14        |
| Hamburg             | 2009–10             | 6        | 4        | 1            | 0            | 6       | 3       | -    | -    | 13        | 7         |
| Hamburg             | 2010–11             | 25       | 4        | 2            | 1            | -       | -       | -    | -    | 27        | 5         |
| Hamburg             | 2011–12             | 25       | 6        | 0            | 0            | -       | -       | -    | -    | 23        | 6         |
| Hamburg             | Tổng cộng           | 134      | 37       | 11           | 2            | 32      | 12      | -    | -    | 177       | 51        |
| Câu lạc bộ          | Mùa giải            | Giải đấu | Giải đấu | Cúp quốc gia | Cúp quốc gia | Châu Mỹ | Châu Mỹ | Khác | Khác | Tổng cộng | Tổng cộng |
| Câu lạc bộ          | Mùa giải            | Trận     | Bàn      | Trận         | Bàn          | Trận    | Bàn     | Trận | Bàn  | Trận      | Bàn       |
| Corinthians         | 2012                | 15       | 6        | 0            | 0            | 0       | 0       | 2    | 2    | 17        | 8         |
| Corinthians         | 2013                | 17       | 5        | 3            | 0            | 9       | 5       | 17   | 8    | 46        | 18        |
| Corinthians         | 2014                | 26       | 12       | 5            | 3            | 0       | 0       | 12   | 1    | 43        | 16        |
| Corinthians         | 2015                | 2        | 0        | 0            | 0            | 5       | 4       | 13   | 8    | 20        | 12        |
| Corinthians         | Tổng cộng           | 60       | 23       | 8            | 3            | 14      | 9       | 39   | 15   | 127       | 54        |
| Flamengo            | 2015                | 15       | 3        | 3            | 1            | 0       | 0       | 0    | 0    | 18        | 4         |
| Flamengo            | 2016                | 21       | 9        | 4            | 1            | 3       | 0       | 16   | 8    | 44        | 18        |
| Flamengo            | 2017                | 19       | 6        | 5            | 2            | 8       | 2       | 12   | 10   | 44        | 20        |
| Flamengo            | 2018                | 6        | 1        | 1            | 0            | 0       | 0       | -    | -    | 7         | 1         |
| Flamengo            | Tổng cộng           | 61       | 19       | 12           | 3            | 11      | 2       | 28   | 18   | 114       | 43        |
| Internacional       | 2018                | 0        | 0        | -            | -            | -       | -       | -    | -    | 0         | 0         |
| Internacional       | 2019                | 24       | 10       | 8            | 5            | 6       | 4       | 3    | 1    | 41        | 20        |
| Internacional       | 2020                | 3        | 3        | 0            | 0            | 6       | 3       | 6    | 4    | 15        | 10        |
| Internacional       | 2021                | 0        | 0        | 0            | 0            | 0       | 0       | 4    | 1    | 4         | 1         |
| Internacional       | Tổng cộng           | 27       | 13       | 8            | 5            | 11      | 7       | 13   | 6    | 60        | 31        |
| Tổng cộng sự nghiệp | Tổng cộng sự nghiệp | 369      | 145      | 44           | 17           | 80      | 30      | 83   | 41   | 580       | 233       |

### Quốc tế
| Peru      | Peru | Peru |
| Năm       | Trận | Bàn  |
| --------- | ---- | ---- |
| 2004      | 3    | 1    |
| 2005      | 6    | 2    |
| 2006      | 3    | 2    |
| 2007      | 9    | 4    |
| 2008      | 4    | 0    |
| 2009      | 3    | 0    |
| 2011      | 9    | 7    |
| 2012      | 8    | 2    |
| 2013      | 6    | 0    |
| 2014      | 5    | 2    |
| 2015      | 11   | 5    |
| 2016      | 12   | 3    |
| 2017      | 7    | 4    |
| 2018      | 3    | 3    |
| 2019      | 13   | 3    |
| 2021      | 5    | 0    |
| 2023      | 8    | 1    |
| 2024      | 2    | 0    |
| Tổng cộng | 117  | 39   |

#### Bàn thắng cho đội tuyển quốc gia
| #   | Ngày                 | Địa điểm                                                    | Đối thủ     | Bàn thắng | Kết quả | Giải đấu                      |
| --- | -------------------- | ----------------------------------------------------------- | ----------- | --------- | ------- | ----------------------------- |
| 1.  | 17 tháng 11 năm 2004 | Sân vận động Quốc gia Lima, Lima, Peru                      | Chile       | 2–0       | 2–1     | Vòng loại FIFA World Cup 2006 |
| 2.  | 30 tháng 3 năm 2005  | Sân vận động Quốc gia Lima, Lima, Peru                      | Ecuador     | 1–0       | 2–2     | Vòng loại FIFA World Cup 2006 |
| 3.  | 17 tháng 8 năm 2005  | Sân vận động Jorge Basadre, Tacna, Peru                     | Chile       | 2–1       | 3–1     | Giao hữu                      |
| 4.  | 6 tháng 9 năm 2006   | Sân vận động Giants, East Rutherford, Hoa Kỳ                | Ecuador     | 1–1       | 1–1     | Giao hữu                      |
| 5.  | 7 tháng 10 năm 2006  | Sân vận động Sausalito, Viña del Mar, Chile                 | Chile       | 1–0       | 2–3     | Giao hữu                      |
| 6.  | 26 tháng 6 năm 2007  | Sân vận động Metropolitano de Mérida, Mérida, Venezuela     | Uruguay     | 3–0       | 3–0     | Copa América 2007             |
| 7.  | 8 tháng 9 năm 2007   | Sân vận động Monumental "U", Lima, Peru                     | Colombia    | 1–1       | 2–2     | Giao hữu                      |
| 8.  | 8 tháng 9 năm 2007   | Sân vận động Monumental "U", Lima, Peru                     | Colombia    | 2–2       | 2–2     | Giao hữu                      |
| 9.  | 12 tháng 9 năm 2007  | Sân vận động Monumental "U", Lima, Peru                     | Bolivia     | 2–0       | 2–0     | Giao hữu                      |
| 10. | 4 tháng 7 năm 2011   | Sân vận động San Juan del Bicentenario, San Juan, Argentina | Uruguay     | 1–0       | 1–1     | Copa América 2011             |
| 11. | 8 tháng 7 năm 2011   | Sân vận động Malvinas Argentinas, Mendoza, Argentina        | México      | 1–0       | 1–0     | Copa América 2011             |
| 12. | 23 tháng 7 năm 2011  | Sân vận động Ciudad de La Plata, La Plata, Argentina        | Venezuela   | 2–0       | 4–1     | Copa América 2011             |
| 13. | 23 tháng 7 năm 2011  | Sân vận động Ciudad de La Plata, La Plata, Argentina        | Venezuela   | 3–1       | 4–1     | Copa América 2011             |
| 14. | 23 tháng 7 năm 2011  | Sân vận động Ciudad de La Plata, La Plata, Argentina        | Venezuela   | 4–1       | 4–1     | Copa América 2011             |
| 15. | 7 tháng 10 năm 2011  | Sân vận động Quốc gia Lima, Lima, Peru                      | Paraguay    | 1–0       | 2–0     | Vòng loại FIFA World Cup 2014 |
| 16. | 7 tháng 10 năm 2011  | Sân vận động Quốc gia Lima, Lima, Peru                      | Paraguay    | 2–0       | 2–0     | Vòng loại FIFA World Cup 2014 |
| 17. | 23 tháng 5 năm 2012  | Sân vận động Quốc gia Lima, Lima, Peru                      | Nigeria     | 1–0       | 1–0     | Giao hữu                      |
| 18. | 10 tháng 6 năm 2012  | Sân vận động Centenario, Montevideo, Uruguay                | Uruguay     | 2–2       | 2–4     | Vòng loại FIFA World Cup 2014 |
| 19. | 9 tháng 9 năm 2014   | Sân vận động Abdullah bin Khalifa, Doha, Qatar              | Qatar       | 2–0       | 2–0     | Giao hữu                      |
| 20. | 14 tháng 11 năm 2014 | Sân vận động Feliciano Cáceres, Luque, Paraguay             | Paraguay    | 1–1       | 1–2     | Giao hữu                      |
| 21. | 25 tháng 6 năm 2015  | Sân vận động Municipal Germán Becker, Temuco, Chile         | Bolivia     | 1–0       | 3–1     | Copa América 2015             |
| 22. | 25 tháng 6 năm 2015  | Sân vận động Municipal Germán Becker, Temuco, Chile         | Bolivia     | 2–0       | 3–1     | Copa América 2015             |
| 23. | 25 tháng 6 năm 2015  | Sân vận động Municipal Germán Becker, Temuco, Chile         | Bolivia     | 3–0       | 3–1     | Copa América 2015             |
| 24. | 3 tháng 7 năm 2015   | Sân vận động Municipal de Concepción, Concepción, Chile     | Paraguay    | 2–0       | 2–0     | Copa América 2015             |
| 25. | 13 tháng 10 năm 2015 | Sân vận động Quốc gia Lima, Lima, Peru                      | Chile       | 3–4       | 3–4     | Vòng loại FIFA World Cup 2018 |
| 26. | 25 tháng 3 năm 2016  | Sân vận động Quốc gia Lima, Lima, Peru                      | Venezuela   | 1–2       | 2–2     | Vòng loại FIFA World Cup 2018 |
| 27. | 4 tháng 6 năm 2016   | CenturyLink Field, Seattle, Hoa Kỳ                          | Haiti       | 1–0       | 1–0     | Copa América Centenario       |
| 28. | 7 tháng 10 năm 2016  | Sân vận động Quốc gia Lima, Lima, Peru                      | Argentina   | 1–1       | 2–2     | Vòng loại FIFA World Cup 2018 |
| 29. | 23 tháng 3 năm 2017  | Sân vận động Monumental de Maturín, Maturín, Venezuela      | Venezuela   | 2–2       | 2–2     | Vòng loại FIFA World Cup 2018 |
| 30. | 28 tháng 3 năm 2017  | Sân vận động Quốc gia Lima, Lima, Peru                      | Uruguay     | 1–1       | 2–1     | Vòng loại FIFA World Cup 2018 |
| 31. | 8 tháng 6 năm 2017   | Sân vận động Mansiche, Trujillo, Peru                       | Paraguay    | 1–0       | 1–0     | Giao hữu                      |
| 32. | 13 tháng 6 năm 2017  | Sân vận động Monumental de la UNSA, Arequipa, Peru          | Jamaica     | 3–0       | 3–1     | Giao hữu                      |
| 33. | 3 tháng 6 năm 2018   | kybunpark, St. Gallen, Thụy Sĩ                              | Ả Rập Xê Út | 2–0       | 3–0     | Giao hữu                      |
| 34. | 3 tháng 6 năm 2018   | kybunpark, St. Gallen, Thụy Sĩ                              | Ả Rập Xê Út | 3–0       | 3–0     | Giao hữu                      |
| 35. | 26 tháng 6 năm 2018  | Sân vận động Olympic Fisht, Sochi, Nga                      | Úc          | 2–0       | 2–0     | FIFA World Cup 2018           |
| 36. | 18 tháng 6 năm 2019  | Sân vận động Maracanã, Rio de Janeiro, Brasil               | Bolivia     | 1–1       | 3–1     | Copa América 2019             |
| 37. | 3 tháng 7 năm 2019   | Arena do Grêmio, Porto Alegre, Brasil                       | Chile       | 3–0       | 3–0     | Copa América 2019             |
| 38, | 7 tháng 7 năm 2019   | Sân vận động Maracanã, Rio de Janeiro, Brasil               | Brasil      | 1–1       | 1–3     | Copa América 2019             |